# スーチーパイ ラジオSTATION S ハッピィPuPePo♪
『スーチーパイ ラジオSTATION S ハッピィPuPePo♪』は、音泉で配信されたインターネットラジオ番組である。全13回。

## パーソナリティ
- 清水愛
- 福圓美里

## 配信曜日
- 放送期間：2007年9月5日 - 11月28日 毎週水曜更新

## コーナー
- ふつおた
- あなたのHappyTime♪
- スーチー・インフォメーション
- 一発ツモって！